# ابوحذیفة بن عتبه
ابوحذیفه بن عتبه (به عربی: أبو حذيفة بن عتبة) از یاران و صحابه نخستین محمد پیامبر اسلام بود. او در ابتدای پیدایش اسلام، مسلمان شد و به یاری محمد پرداخت. او پسر عتبه بن ربیعه و برادر ولید بن عتبه و هند بنت عتبه بود. پدر و برادرش در غزوه بدر به دست حمزة بن عبدالمطلب و علی بن ابی‌طالب کشته شدند.
او برده‌ای داشت به‌نام سالم مولی ابی‌حذیفه که از صحابه و عالم قرآن بود. ابوحذیفه او را آزاد کرد و به فرزندخواندگی خود پذیرفت. اما پس از نزول آیات قرآن در مذمت این عمل، سلیم دوست صمیمی او شد.
او و سالم مولی ابی‌حذیفه در جنگ با مسیلمه در زمان خلافت ابوبکر کشته شدند.